# Aquaventura
Aquaventura est un jeu vidéo de type shoot them up sorti en 1992 sur Amiga. Le jeu a été développé et édité par Psygnosis.

## Équipe de développement
- Concepteur : Ian Hetherington
- Game design : Richard Browne, Nick Burcombe, John White, Ian Hetherington
- Programmation : Bill Pullan
- Graphisme : Jeff Bramfitt, Neil Thompson, Jim Ray Bowers, Garvan Corbett
- Musique et effets sonores : Tim Wright, Lee Wright